# 478년

## 연호
- 유송(劉宋) 승명(昇明) 2년
- 북위(北魏) 태화(太和) 2년

## 기년
- 유송(劉宋) 순제(順帝) 2년
- 북위(北魏) 효문제(孝文帝) 8년
- 신라(新羅) 자비 마립간(慈悲麻立干) 21년
- 고구려(高句麗) 장수왕(長壽王) 66년
- 백제(百濟) 삼근왕(三斤王) 2년

## 탄생
- 나르세스, 비잔티움 제국의 장수